# GOTO Software
Pour les articles homonymes, voir Goto.
Groupe Goto est une société d'éditions de logiciels[Où ?][Depuis quand ?].
Elle est issue de la fusion entre Goto Software (325.060.952) et Groupe Goto (433.084.522). La société absorbée Goto Software a été radiée le 23 août 2013.

## Historique
- 1982-1995 : Les années minitel avec Timtel qui sera vendu à plus de 6 millions d'exemplaires[2][source insuffisante] puis i-Timtel.
- 1995 : Création de la société Nordnet rachetée par France Télécom en 1998[3].
- 1995-2001 : Percée dans les jeux et préparation à l'internet[évasif]
- 2001 : Naissance du logiciel Sarbacane
- 2003 : La première version du moteur de filtrage antispam Vade Retro est créée
- 1er janvier 2010 : Transfert des activités via apport partiel d'actifs dans trois sociétés distinctes : Vade Retro Technology, Sarbacane Software et GOTO Games.

## Filiales

### PointSoft
Pointsoft SA était une entreprise française filiale de GOTO Software spécialisée dans la distribution et la réédition de cédéroms multimédias (jeux vidéo) et de logiciels grand public à petits prix

### NordNet
Nordnet créée en décembre 1995 a été revendue à France Télécom en 1998.

## Logiciels commercialisés
GOTO Software édite principalement 3 catégories de produits.
- Une gamme anti-spam basée sur la technologie VadeRetro : filtrage mutualisé, appliances, barre d'outils pour clients de messagerie etc.
- Des solutions d'emailing notamment le logiciel Sarbacane
- Des logiciels de Bridge, comme Goto Bridge (logiciel de jeu de bridge) ou FunBridge (club de bridge en ligne)

## Logiciels édités
Voici une liste non exhaustive des logiciels GOTO Software :
- Telematel, logiciel d’interconnexion de PC via une ligne RTC et de prise en main à distance[4],[5].
- Abalone
- Timtel (émulation de Minitel ou émulateur de Minitel)
- Cyberdico, un des premiers dictionnaires sur cédérom est édité en 1997[6].
- Dico.net, basé sur Cyberdico, fut le premier dictionnaire en ligne de la langue française[7].
- MemoWeb (aspirateur de site web)
- WebEarly
- ButtonFly
- MemoTel
- Vade Retro antispam
- GOTO Bridge (jeu de bridge)
- Sarbacane (campagnes publicitaires par courrier électronique)
- Tipimail (envoi d'emails de service via API SMTP)[8]